# ساموئل هانیوود
ساموئل هانیوود (به انگلیسی: Samuel Honywood) (زاده ۱۹ اکتبر ۱۹۹۶) بازیگر انگلیسی است.
از فیلم‌های معروف او می‌توان به بازی در ننی مک‌فی اشاره کرد.